# چیکوما، ناگانو
چیکوما در استان ناگانو در کشور ژاپن واقع شده است  که دارای جمعیت ۶۳٬۳۰۵ نفر و مساحت ۱۱۹٫۸۴ کیلومتر مربع با تراکم جمعیت 528  نفر در کیلومترمربع است و در تاریخ ۱ سپتامبر ۲۰۰۳ به عنوان شهر شناخته شد.